# カタグロトビ
カタグロトビ（肩黒鳶、学名：Elanus caeruleus）は、鳥綱タカ目タカ科に分類される鳥類の一種である。別名ハイイロトビ。

## 分布
アフリカからヨーロッパ南部、アラビア半島南部、インド、東南アジア、ニューギニアにかけて分布する。生息地では基本的に留鳥である。
日本では迷鳥として、沖縄本島や、石垣島、西表島、竹富島などで記録されている。また九州や本州でもごく稀に飛来が確認されている。石垣島では繁殖記録もある。

## 形態
全長約33 cm。体色は頭部から体の下面にかけてが白灰色で、体の上面はやや銀色がかった灰色。翼の肩の部分が黒く、名前の由来ともなっている。眼の周囲は黒く、離れて見ると眼が吊り上って見え、色彩は赤色。雌雄同色である。
「ピューピュー」と鳴く。

## 生態
草原や農耕地、開けた林などに生息する。
食性は動物食で、昆虫類や両生類、小型爬虫類を主食としているが、小型哺乳類や小鳥等を捕食することもある。

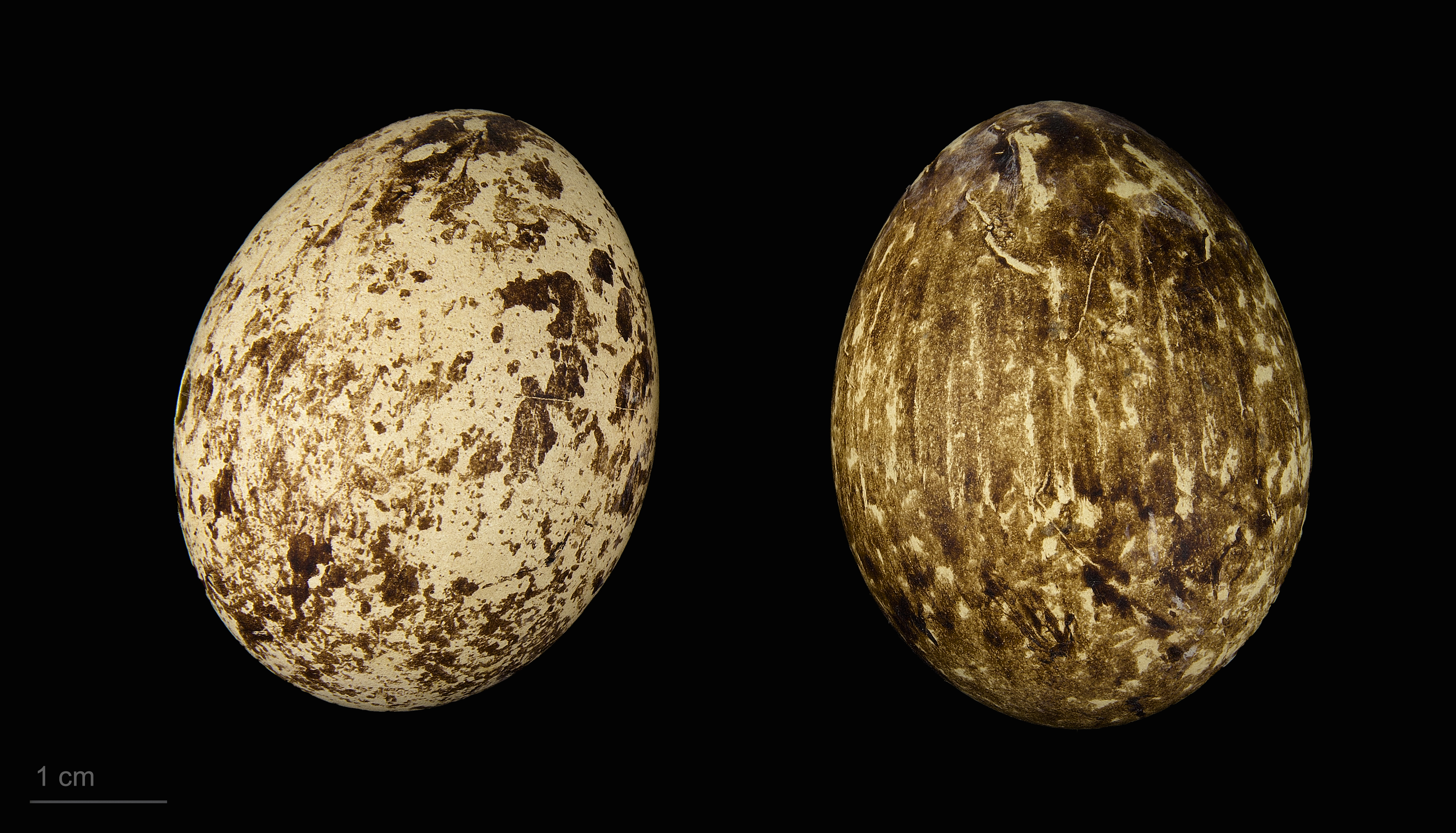
卵
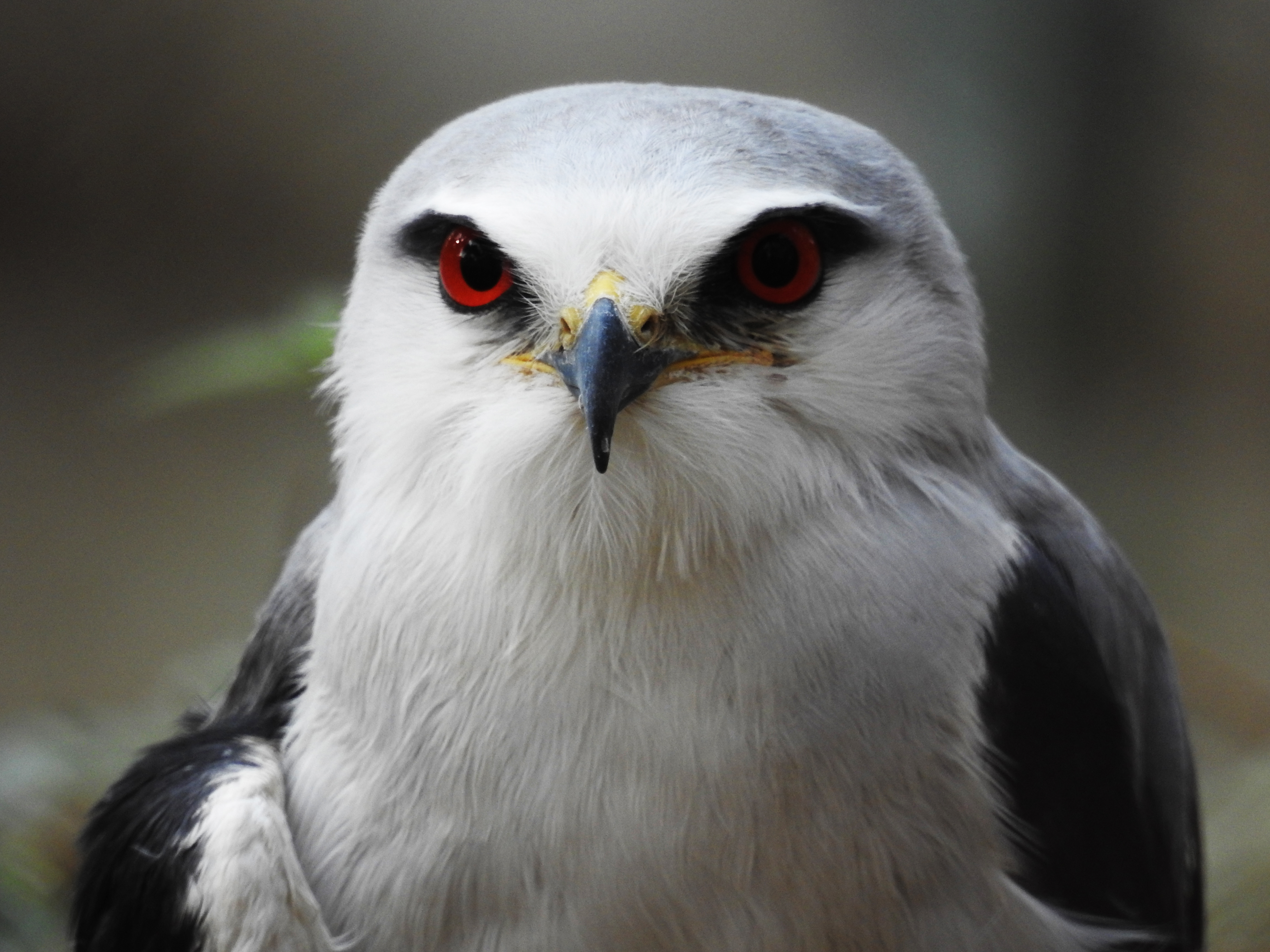
頭部
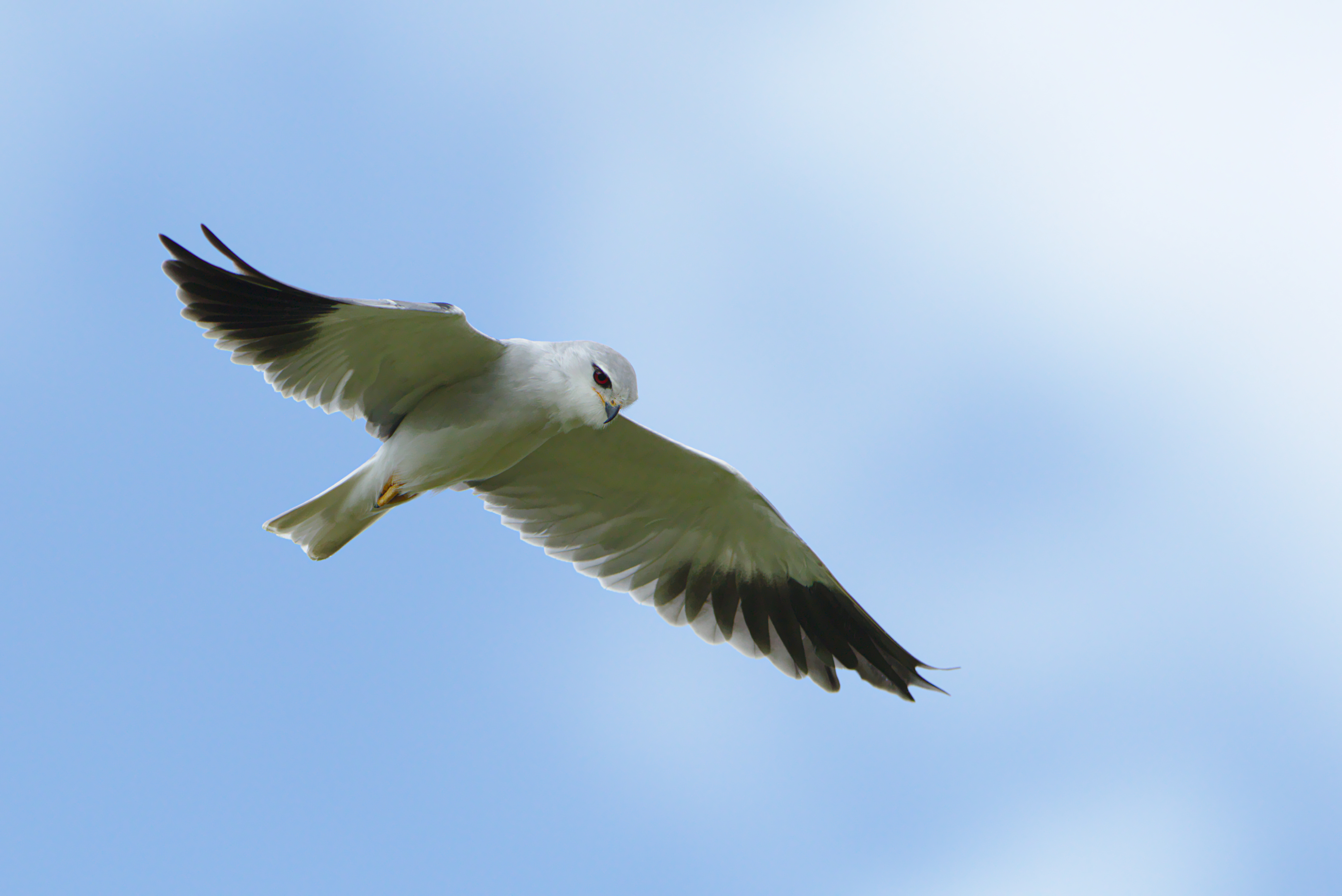
飛翔
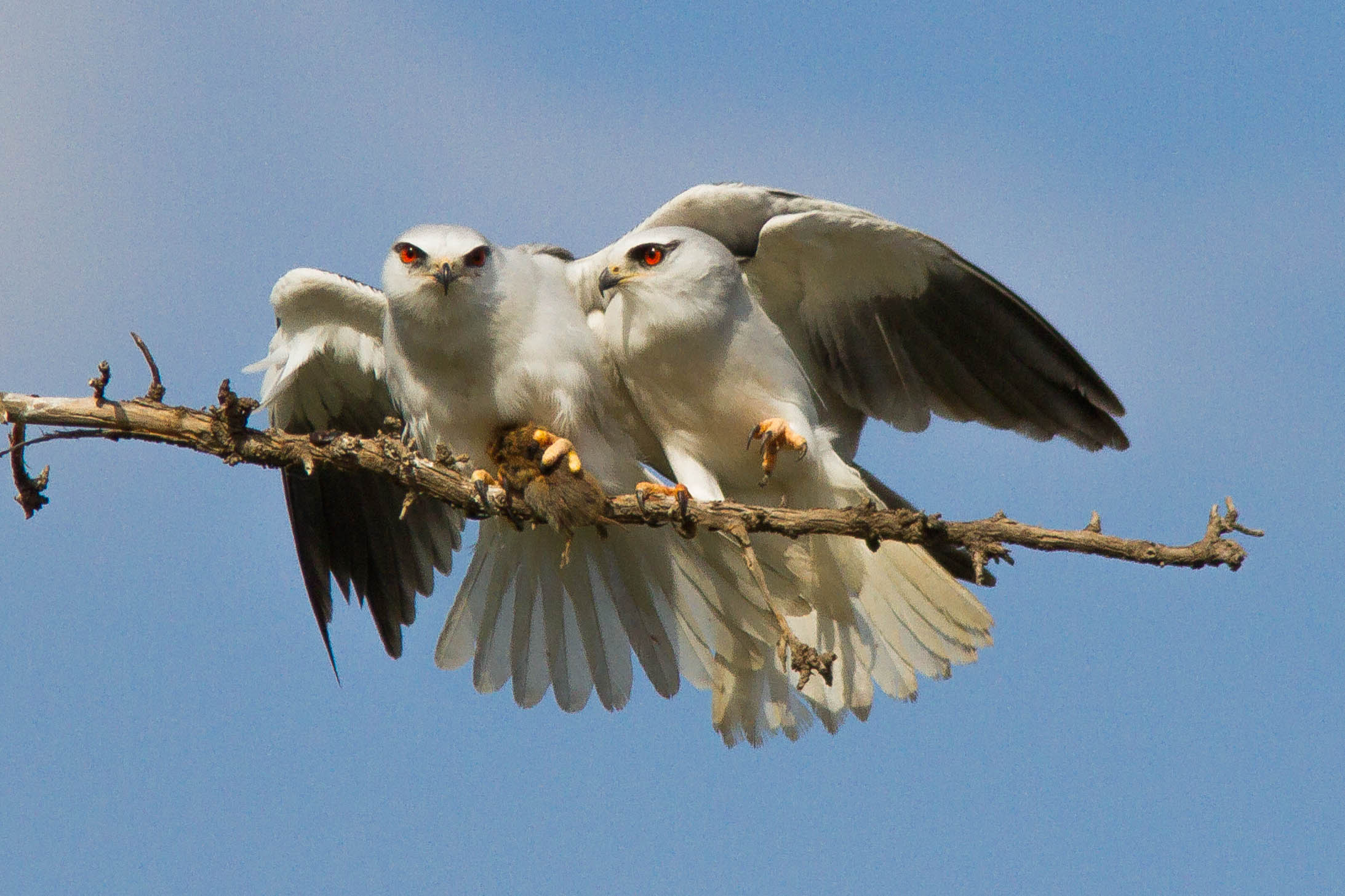
求愛行動を行なう雌雄